# Estac
Estac es una localidad perteneciente al municipio de Soriguera, en la provincia de Lérida, comunidad autónoma de Cataluña, España.

## Geografía humana

### Demografía
| Gráfica de evolución demográfica de Estach entre 1842 y 1970 |
| |
| Población de derecho según los censos de población del INE Población de hecho según los censos de población del INEEntre el censo de 1857 y el anterior, crece el término del municipio porque incorpora a 255025 (Arcalis), 255160 (Escos), 255234 (Mencuy) Entre el censo de 1981 y el anterior, este municipio desaparece porque se integra en el municipio 25208 (Soriguera) |

En 2019 contaba con 28 habitantes.